# Birzhan Zhakypov
Birzhan Zhakypov (en kazajo: Біржан Жақыпов; Shymkent, URSS, 7 de julio de 1984) es un deportista kazajo que compitió en boxeo.
Ganó dos medallas en el Campeonato Mundial de Boxeo Aficionado, oro en 2013 y bronce en 2005, en el peso minimosca.
Participó en tres Juegos Olímpicos de Verano, Pekín 2008, Londres 2012 y Río de Janeiro 2016, ocupando en cada edición el quinto lugar en el peso minimosca.

## Palmarés internacional
| Campeonato Mundial | Campeonato Mundial  | Campeonato Mundial | Campeonato Mundial |
| Año                | Lugar               | Medalla            | Categoría          |
| ------------------ | ------------------- | ------------------ | ------------------ |
| 2005               | Mianyang (China)    | Medalla de bronce  | 48 kg              |
| 2013               | Almaty (Kazajistán) | Medalla de oro     | 49 kg              |